# Chris Anker Sørensen
Chris Anker Sørensen (Hammel, 5 september 1984 – Dudzele, 18 september 2021) was een Deens wielrenner.

## Loopbaan
Hij trad vooral op als knecht, maar ging soms ook voor eigen kans; zo won hij etappes in de Dauphiné Libéré en de Ronde van Oostenrijk. Het hoogtepunt in zijn carrière is zijn etappezege in de achtste etappe in de Ronde van Italië 2010.
In de Ronde van Frankrijk 2012 liep Sørensen een zware blessure aan zijn hand op in de laatste Pyreneeënrit naar Peyragudes. Hij zat in de grote kopgroep toen hij na de top van de Col des Ares een verdwaalde krant uit zijn voorwiel wilde trekken. Sørensen kreeg zijn vingers tussen de spaken, waarbij hij veel bloed verloor. Later werden de twee beschadigde vingers genaaid en gered. In die Tour maakte hij indruk door in verschillende ontsnappingen mee te zitten, waardoor hij verkozen werd tot de strijdlustigste renner.
In de wegwedstrijd op de Olympische Spelen in Rio de Janeiro werd Sørensen zestigste, op twintig minuten van winnaar Greg Van Avermaet.
Sørensen verongelukte op 18 september 2021 in het Belgische Dudzele op 37-jarige leeftijd, toen hij op zijn fiets in aanrijding kwam met een bestelwagen. Hij was in België om als co-commentator verslag te gaan doen voor de Deense televisie bij de wereldkampioenschappen wielrennen 2021, die in de week na zijn overlijden werden verreden.

## Belangrijkste overwinningen
2005
3e etappe Ringerike GP
2007
2e etappe Ronde van Duitsland (ploegentijdrit)
2008
6e etappe Critérium du Dauphiné Libéré
2e etappe Ronde van Oostenrijk
2009
Japan Cup
2010
8e etappe Ronde van Italië
2011
Bergklassement Ronde van Romandië
2012
Bergklassement Ronde van Catalonië
Prijs van de Strijdlust Ronde van Frankrijk
2015
 Deens kampioen op de weg, Elite

## Resultaten in voornaamste wedstrijden
| Jaar | Ronde van Italië | Ronde van Frankrijk | Ronde van Spanje |
| ---- | ---------------- | ------------------- | ---------------- |
| 2007 |                  |                     | 19e              |
| 2008 | 28e              |                     |                  |
| 2009 |                  | 34e                 |                  |
| 2010 | 27e (1)          | 69e                 |                  |
| 2011 |                  | 37e                 | 12e              |
| 2012 |                  | 14e                 |                  |
| 2013 |                  |                     | 18e              |
| 2014 | opgave           |                     | 29e              |
| 2015 |                  |                     |                  |
| 2016 |                  | 84e                 |                  |

| Jaar | Amstel Gold Race | Luik-Bast.‑Luik | Ronde van Lombardije | Waalse Pijl |  | WK op de weg |  | Wereldranglijsten |
| ---- | ---------------- | --------------- | -------------------- | ----------- |  | ------------ |  | ----------------- |
| 2007 |                  |                 | 51e                  | 107e        |  | 25e          |  | 85e (UPT)         |
| 2008 |                  | 50e             | 70e                  | 82e         |  | 13e          |  | 112e (UPT)        |
| 2009 | 34e              | 33e             | 23e                  | 15e         |  | 13e          |  |                   |
| 2010 |                  |                 | opgave               |             |  | 23e          |  | 137e (UWK)        |
| 2011 |                  | 6e              | 33e                  | 24e         |  | 129e         |  | 59e (UWT)         |
| 2012 | 34e              | 31e             |                      | 68e         |  | 52e          |  | 110e (UWT)        |
| 2013 | 38e              | 39e             | 40e                  | 38e         |  | 32e          |  | 128e (UWT)        |
| 2014 | 37e              | 28e             | 26e                  | 37e         |  | 31e          |  |                   |
| 2015 | 44e              | 80e             | 83e                  | 84e         |  |              |  |                   |
| 2016 |                  | 73e             |                      | 38e         |  |              |  |                   |

## Ploegen
- 2005 –  Team Designa Køkken (t.m. 31-07)
- 2005 –  Team CSC (stagiair vanaf 01-08)
- 2006 –  Team Designa Køkken
- 2007 –  Team CSC
- 2008 –  Team CSC Saxo Bank [a]
- 2009 –  Team Saxo Bank
- 2010 –  Team Saxo Bank
- 2011 –  Saxo Bank Sungard
- 2012 –  Team Saxo Bank-Tinkoff Bank [b]
- 2013 –  Team Saxo-Tinkoff
- 2014 –  Tinkoff-Saxo
- 2015 –  Tinkoff-Saxo
- 2016 –  Fortuneo-Vital Concept
- 2017 –  Riwal Platform Cycling Team
- 2018 –  Riwal CeramicSpeed Cycling Team
- 2019 –  Riwal CeramicSpeed Cycling Team
- 2020 –  Riwal CeramicSpeed Cycling Team
- 2021 –  Riwal CeramicSpeed Cycling Team

1. ↑  Tot eind juni heette de ploeg Team CSC, maar na het aantrekken van Saxo Bank als cosponsor werd de naam veranderd.
2. ↑  Tot eind juni heette de ploeg Team Saxo Bank, maar na het aantrekken van Oleg Tinkov als cosponsor werd de naam veranderd.

Wielerploegen van Chris Anker Sørensen
Arvesen ·
Bak ·
Basso ·
Blaudzun · 
Breschel ·
Bruun Eriksen ·
Calvente ·
Gerdemann ·
Guidi (tot 15/02) ·
Goesev ·
Hoffman (tot 15/07) ·
Johansen ·
Julich ·
Lombardi ·
Luttenberger ·
Michaelsen · 
Müller ·
Peron ·
Piil ·
Roberts ·
Sastre ·
A. Schleck ·
F. Schleck ·
N. Sørensen · 
Vandborg ·
Vande Velde ·
Voigt ·
Zabriskie ·
Klostergaard (stagiair) ·
C. A. Sørensen (stagiair) 
2006: Geen professionele ploeg, actief als belofte
Arvesen · Bak · Blaudzun · Breschel · Cancellara     · Cuesta · Goss · Haedo · Hoestov · Johansen · Julich · Klostergaard · Kolobnev · Kroon · Ljungqvist · Lund · Michaelsen (tot 15/04) · O'Grady · Pedersen · Roberts · Sastre · A. Schleck · F. Schleck · C. A. Sørensen · N. Sørensen · Vande Velde · Voigt · Zabriskie
Arvesen ·
Bak ·
Blaudzun · 
Bøchman ·
Breschel ·
Cancellara     ·
Cuesta ·
Goss ·
Haedo ·
Hoestov ·
Johansen (tot 30/04) ·
Julich ·
Klostergaard ·
Kolobnev ·
Kroon ·
Larsson ·
Ljungqvist ·
Lund ·
McCartney ·
McGee · 
O'Grady ·
Sastre ·
A. Schleck ·
F. Schleck ·
C. A. Sørensen ·
N. Sørensen · 
Steensen ·
Van Goolen ·
Voigt ·
Bellis (stagiair) ·
Didier (stagiair) · 
Fuglsang (stagiair)
Arvesen ·
Bak ·
Bellis · 
Bøchman ·
Breschel ·
Cancellara     ·
Fuglsang ·
Goss ·
Haedo ·
Høj ·
Klemme ·
Klostergaard ·
Kolobnev ·
Kroon ·
Larsson ·
Ljungqvist ·
Lund ·
McCartney ·
Mørkøv · 
O'Grady ·
Rasmussen ·
A. Schleck ·
F. Schleck ·
C. A. Sørensen ·
N. Sørensen · 
Steensen ·
Van Goolen ·
Voigt
Bellis · 
Breschel ·
Cancellara       ·
Cooke ·
Didier ·
Fuglsang ·
J. J. Haedo ·
L. S. Haedo ·
Høj ·
Jørgensen ·
Klemme ·
Klostergaard ·
Larsson ·
Lund ·
Marycz ·
Mørkøv ·
O'Grady ·
Porte ·
Rasmussen ·
A. Schleck ·
F. Schleck ·
C. A. Sørensen ·
N. Sørensen · 
Steensen ·
Voigt
Bellis · 
Boaro ·
Christensen ·
Contador ·
Cooke ·
Didier ·
J. J. Haedo ·
L. S. Haedo ·
Hoestov ·
Hernández ·
Jørgensen ·
Klostergaard ·
Larsson ·
Majka ·
Marycz ·
Mørkøv ·
Navarro ·
Noval ·
Nuyens ·
Porte ·
Roberts ·
C. A. Sørensen ·
N. Sørensen · 
Steensen ·
Tanner ·
Tosatto ·
Vandborg ·
Margaliot (stagiair)
Boaro ·
Cantwell · 
Christensen ·
Contador ·
J. J. Haedo ·
L. S. Haedo ·
Hoestov ·
Hernández ·
Juul-Jensen ·
Jørgensen ·
Klostergaard ·
Kroon ·
Lund ·
Majka ·
Margaliot ·
Marycz ·
Miyazawa ·
Mørkøv ·
Navarro ·
Noval ·
Nuyens ·
Paulinho ·
Pires ·
Roberts ·
C. A. Sørensen ·
N. Sørensen · 
Steensen ·
Tanner ·
Tosatto ·
Vinther
Bennati ·
Boaro ·
Breschel ·
Cantwell · 
Christensen ·
Contador ·
Duggan ·
Hernández ·
Juul-Jensen ·
Jørgensen ·
Kreuziger ·
Kroon ·
Kump ·
Lund ·
Majka ·
McCarthy ·
Miyazawa ·
Mørkøv ·
Noval ·
Petrov ·
Paulinho ·
Pires ·
Roche ·
Rogers ·
C. A. Sørensen ·
N. Sørensen · 
Sutherland ·
Tosatto ·
Zaugg ·
Hansen (stagiair) ·
Poljański (stagiair)
Beltrán · Bennati · Boaro · Breschel · Contador · Hansen · Hernández · Juul-Jensen · Kolář · Kreuziger · Kroon · Kump · Majka · McCarthy · Mørkøv · Paulinho · Petrov · Pires · Poljański · Roche · Rogers · Rovny · C.A. Sørensen · N. Sørensen · Sutherland · Tosatto · Troesov · Valgren · Zaugg · Guldhammer (stagiair)
Basso · Beltrán · Bennati · Boaro · Bodnar · Breschel · Broett · Contador · Hansen · Hernández · Juul-Jensen · Kišerlovski · Kolář · Kreuziger · Majka · McCarthy · Mørkøv · Paulinho · Petrov · Pires · Poljański · Rogers · Rovny · J. Sagan · P. Sagan  · Sørensen · Tosatto · Troesov · Valgren · Zaugg · Gogl (stagiair) · Großschartner (stagiair) · Tolhoek (stagiair)
Clausen · Djurhuus · Gregaard · Haslund · Jørgensen · Kron · Lander · Mørch · Mørkøv · Mortensen · Norsgaard · Siggaard · Sørensen · Stokbro · Vinther